# Kostas Manolas
Konstandinos „Kostas” Manolas (ur. 14 czerwca 1991 w Naksos) – grecki piłkarz, grający na pozycji obrońcy. W latach 2013–2019 reprezentant Grecji. Uczestnik Mistrzostw Świata 2014.
W swojej karierze występował m.in. w takich klubach jak: AS Roma, SSC Napoli, Olympiakos SFP czy AEK Ateny.

## Kariera klubowa
Manolas profesjonalną karierę rozpoczął w klubie AO Trasiwulos Filis. Po spadku tego zespołu z ekstraklasy latem 2009 roku podpisał 3-letnią umowę z AEK Ateny, po jej zakończeniu przeniósł się do Olympiakos SFP. W 2014 roku został zawodnikiem AS Roma.

## Kariera reprezentacyjna
W reprezentacji Grecji zadebiutował 6 lutego 2013 roku w towarzyskim meczu przeciwko Szwajcarii. Na boisku przebywał przez pełne 90 minut.
| Mecze i gole w reprezentacji | Mecze i gole w reprezentacji | Mecze i gole w reprezentacji | Mecze i gole w reprezentacji | Mecze i gole w reprezentacji | Mecze i gole w reprezentacji | Mecze i gole w reprezentacji |
| #                            | Data                         | Stadion                      | Rywal                        | Wynik                        | Gol                          | Rozgrywki                    |
| 2013                         | 2013                         | 2013                         | 2013                         | 2013                         | 2013                         | 2013                         |
| ---------------------------- | ---------------------------- | ---------------------------- | ---------------------------- | ---------------------------- | ---------------------------- | ---------------------------- |
| 1.                           | 06.02.2013                   | Pireus, Grecja               | Szwajcaria                   | 0:0                          | 0                            | towarzyski                   |
| 2.                           | 07.06.2013                   | Wilno, Litwa                 | Litwa                        | 1:0                          | 0                            | El. MŚ 2014                  |
| 3.                           | 14.08.2013                   | Salzburg, Austria            | Austria                      | 2:0                          | 0                            | towarzyski                   |
| 4.                           | 11.10.2013                   | Pireus, Grecja               | Słowacja                     | 1:0                          | 0                            | El. MŚ 2014                  |
| 5.                           | 19.11.2013                   | Bukareszt, Rumunia           | Rumunia                      | 1:1                          | 0                            | El. MŚ 2014                  |
| 2014                         |                              |                              |                              |                              |                              |                              |
| 6.                           | 05.03.2014                   | Pireus, Grecja               | Korea Południowa             | 0:2                          | 0                            | towarzyski                   |

## Sukcesy

### AEK Ateny
- Puchar Grecji: 2010/2011

### Olympiakos
- Mistrzostwo Grecji: 2012/2013, 2013/2014, 2021/2022
- Puchar Grecji: 2012/2013

### SSC Napoli
- Puchar Włoch: 2019/2020